# Zalaszántó

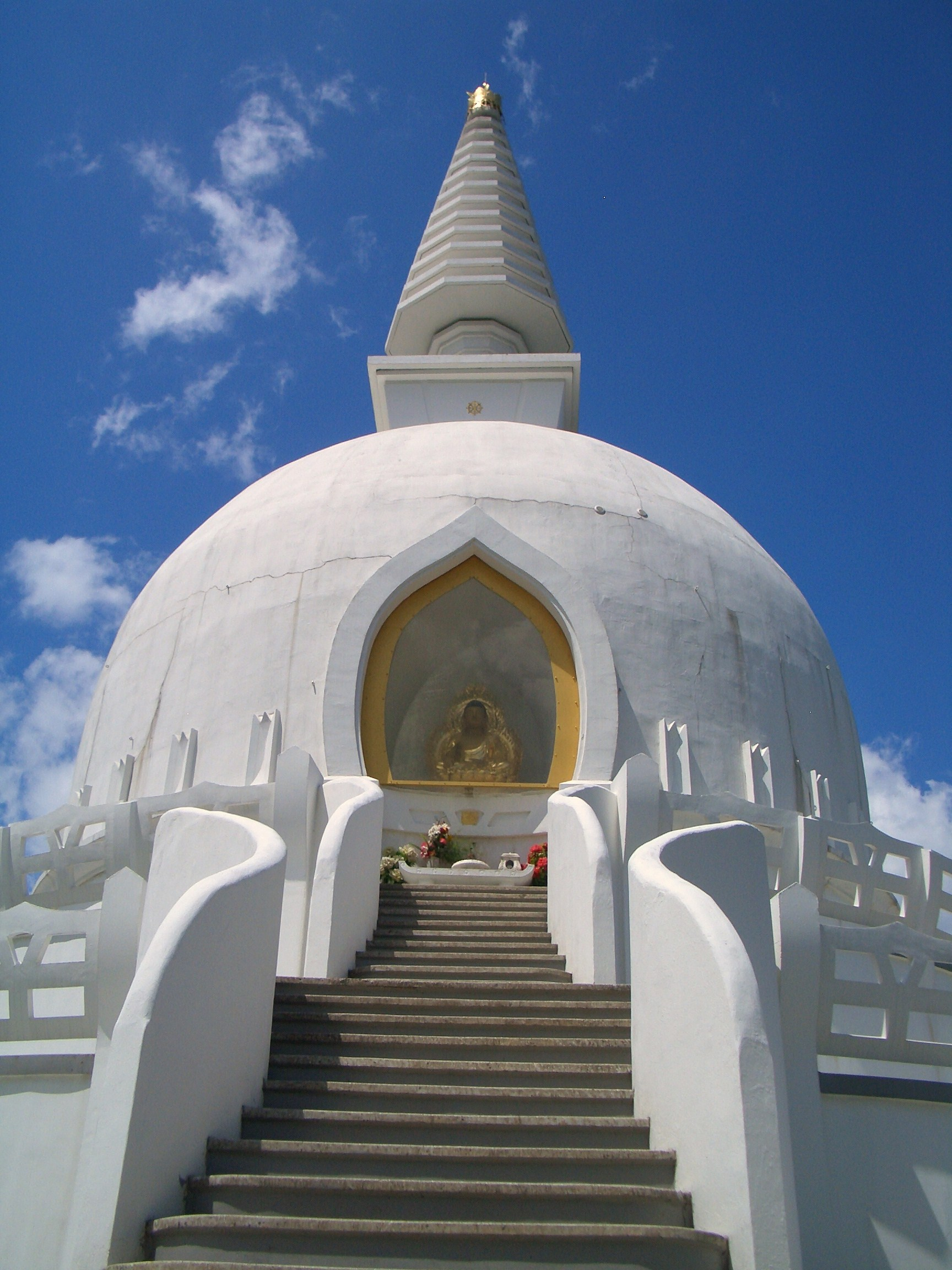
Stúpa v Zalaszántu

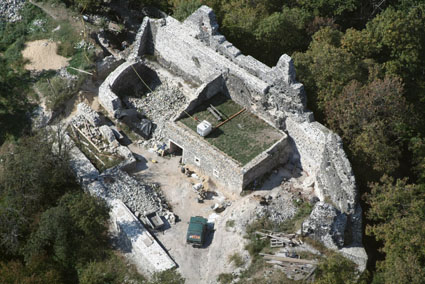
Zřícenina hradu Tátika-vár

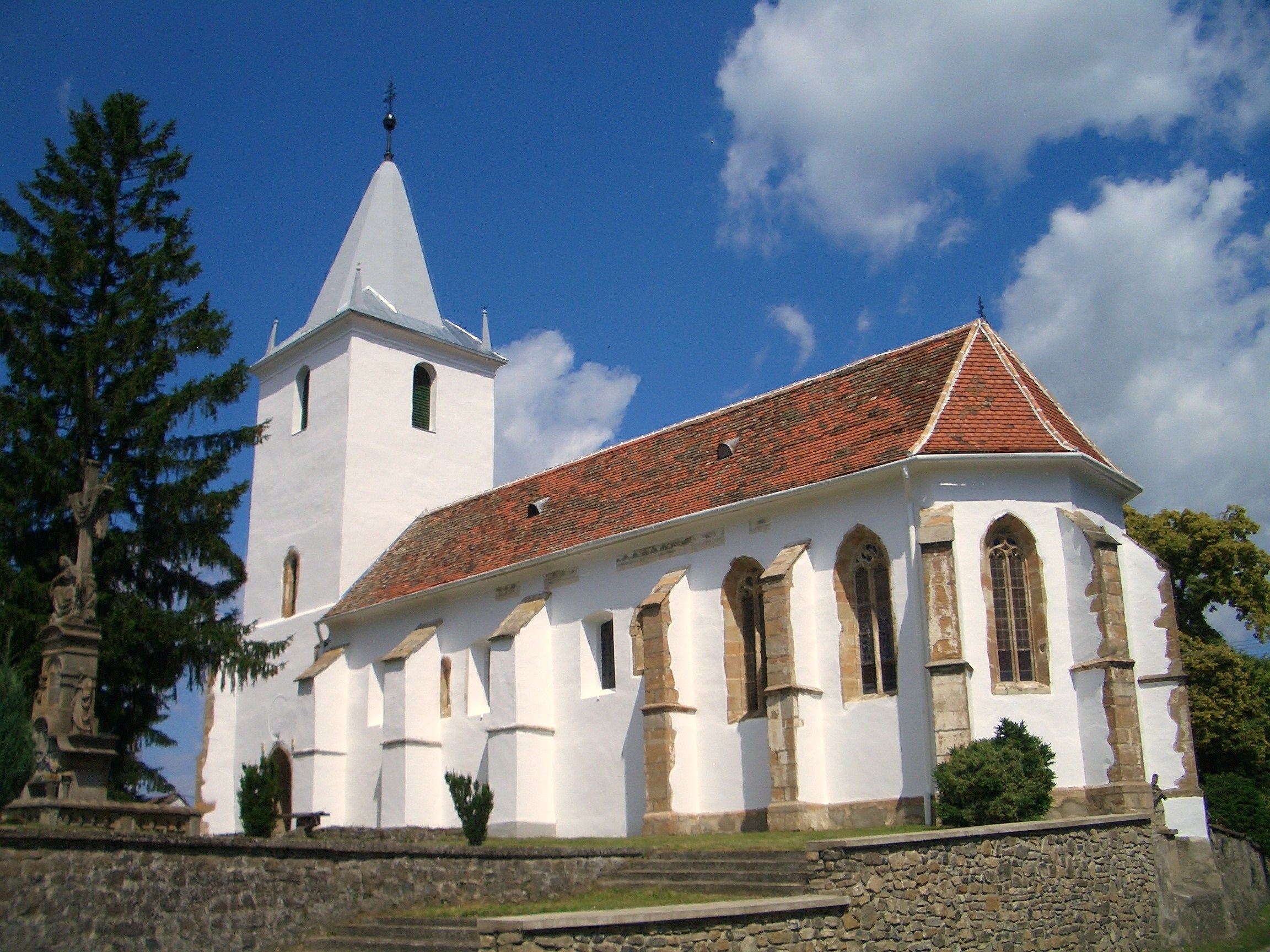
Kostel Árpád-kori v Zalaszántu

Zalaszántó je vesnice v Maďarsku v župě Zala, spadající pod okres Keszthely. Nachází se asi 12 km jihozápadně od Sümegu, stejnou vzdálenost severovýchodně od Hévízu a 13 km severně od Keszthely. V roce 2015 zde žilo 949 obyvatel, z nichž tvoři 89,3 % Maďaři.
Zalaszántó je známé především díky mnoha historickým památkách, které se zde nacházejí, např. buddhistické stúpě, zřícenině hradu Tátika-vár, kostelu Árpád-kori a mlýnu Vizimalom.
Kromě hlavní části připadají k Zalaszántu ještě malé části Bodonkút, Cserhátmajor, Dérekhegy, Hamvaserdö, Külsőhegy, Laposmajor, Parraghegy, Tátikahidegkútimajor a Világosvár.
Zalaszántó leží na silnicích 7327 a 7342. Je přímo silničně spojeno se sídly Balatongyörök, Bazsi, Cserszegtomaj, Hévíz, Karmacs, Kertváros (součást Keszthely), Rezi, Várvölgy a Vindornyalak. Zalaszántem protéká nepojmenovaný potok, který se vlévá do potoka Nagy-séd. Ten se vlévá do potoka Gyöngyös, který se vlévá do potoka Hévízi-csatorna. Ten se vlévá do řeky Zala.